# O církvi

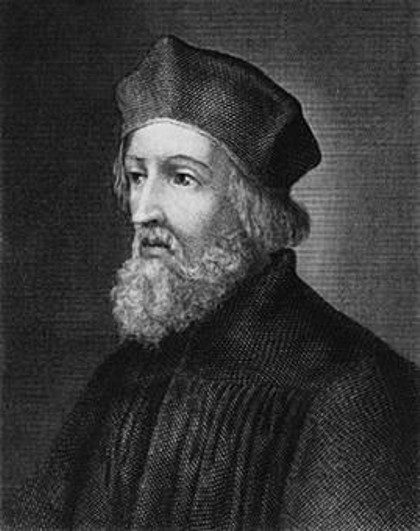
Jan Hus - autor díla (fiktivní portrét)

O církvi (De ecclesia) je teologicky nejzávažnější spis Jana Husa. Byl sepsán latinsky roku 1413.
Hus v něm silně navazuje na oxfordského reformátora Jana Viklefa. Vyslovil v něm názor, že papež, jakožto hlava církve, nesmí žít v hříchu. Upírá papežům jejich nárok, že oni jsou tou skálou nebo základním člověkem v církvi a proto na nich celá církev stojí. To znamenalo narušení autoritativního systému církve a na koncilu mu to kardinálové vytýkali především. Vyslovil zde kritiku papežství v situaci, kdy v církvi byli tři papežové, v Římě to byl Řehoř XII., v Avignonu Benedikt XIII. a koncil v Pise zvolil Alexandra V.
Hus nevidí hodnoty člověka v jeho společenském postavení a úřadě, který zastupuje, ale v jeho životě zbožném a mravném, či nezbožném a nemravném životě. Tato kritika hluboce zasáhla papežství a církev.

## Části spisu
Tento ve světě nejznámější traktát z Husova díla lze rozvrhnout na dvě části. V první části autor soustavně vysvětluje své názory na církev. Druhá část obsahuje jeho polemicky a osobně vyhrocenou odpověď profesorům na pražské teologické fakultě a útoky na zásady buly Bonifáce VIII. Unam sanctam. Dále jsou v ní zařazeny obrany proti papeži Alexandru V., křížové výpravě Jana XXIII. a proti předvolání před papežskou kurii pro obvinění z kacířství.
V traktátu Hus převzal Viklefovo učení, že církev je sbor vyvolených ke spasení, v jehož čele stojí Kristus, a nikoli organizace vedená a řízená papežem. Hus z tohoto názoru sám pro sebe vyvodil, že se i po exkomunikaci papežem může pokládat za člena církve, a naopak, že se z církve sám vylučuje papež a každý jiný duchovní, žije-li ve hříchu. Odmítl autoritářství a namísto důstojnosti plynoucí z postavení položil důraz na jiné měřítko pro hodnocení lidí – jejich vlastní život.
Hus v tomto spisu také učil, že „boží zákon" jako regulativní princip je plně přístupný lidskému rozumu. Rozum každého konkrétního člověka rozhoduje, jsou-li „boží zákon" a „boží pravda" správně ve společnosti uplatňovány. Každý poddaný člověk má právo posoudit svým rozumem, zda jeho představený jedná v souladu s touto pravdou a mají-li jeho rozkazy pro něho závaznost.

## Ukázka ze spisu
Neboť kdyby papež kázal mně, abych pískal na flétnu, stavěl věže, spravoval nebo tkal šaty a nacpával uzenice, zdaž nemusil by můj rozum souditi, že papež káže to hloupě? Proč bych nedal v tomto přednost mínění svému před míněním papežovým? Ba kdyby mi to kázal se všemi našimi doktory, rozum můj by soudil, že výrok jejich je hloupý.
Jan Hus, O církvi, z 21. kapitoly

## Vydání latinského originálu
- HUS, Jan a THOMSON, Samuel Harrison, ed. Tractatus de ecclesia e fontibus manu scriptis in lucem. Cambridge: Heffer & Sons Ltd, 1956. xxxiv251 s.
- HUS, Jan a THOMSON, Samuel Harrison, ed. Tractatus De ecclesia. Praha: Komenského evangelická fakulta bohoslovecká, 1958. 251 s. cnb000182847.

## České překlady
- HUS, Jan. Mistra Jana Husi sebrané spisy. Svazek I. Řada první. Spisy latinské. Díl I. 418 s. Překlad Milan Svoboda. V Praze: Nákladem Jaroslava Bursíka, 1904. cnb002631371. [Český překlad traktátu De ecclesia (O církvi) je na str. 263–413.] Dostupné online[nedostupný zdroj]
- HUS, Jan. O církvi. Překlad František Mrázek Dobiáš a Amedeo Molnár. 1. vyd. Praha: Nakladatelství Československé akademie věd, 1965. 311 s. cnb000481988.

## Cizojazyčné překlady
- HUS, Jan a SANTINI, Luigi, ed. Il primato di Pietro: (dal "De ecclesia"). 2a ed. Torino: Claudiana, 2009. 102 s., [4] s. obr. příl. Piccola collana moderna. Serie storica; 126. ISBN 978-88-7016-758-0. [italsky]
- HUS, Jan. O kościele. [De ecclesia.] Lublin: Towarzystwo Naukowe Katolickiego Uniwersytetu Lubelskiego Jana Pawła II, ©2007. 265 s. Źródła i monografie / Towarzystwo Naukowe Katolickiego Uniwersytetu Lubelskiego Jana Pawła II; 318. ISBN 978-83-7306-365-5. [polsky]
- HUS, Jan. The Church. [De ecclesia.] Westport: Greenwood Press, 1974. 46, 304 s. ISBN 0-8371-4242-3. [anglicky]